# 549706 Spbuni
549706 Spbuni este o planetă minoră (asteroid) din centura de asteroizi. A fost descoperită pe 21 septembrie 2011 la  de . 
Obiectul prezintă o orbită caracterizată de o semiaxă mare de 2,6444566354778 UAi, o excentricitate de 0,29550522065092, o înclinație de 12,780903983647 ° în raport cu ecliptica.